# Olympische Sommerspiele 2012/Teilnehmer (Island)
| Gelbes Symbol für Goldmedaillen mit stilisierten Olympischen Ringen | Graues Symbol für Silbermedaillen mit stilisierten Olympischen Ringen | Braundes Symbol für Bronzemedaillen mit stilisierten Olympischen Ringen |
| ------------------------------------------------------------------- | --------------------------------------------------------------------- | ----------------------------------------------------------------------- |
| —                                                                   | —                                                                     | —                                                                       |

Island nahm in London an den Olympischen Spielen 2012 teil. Es war die insgesamt 19. Teilnahme an Olympischen Sommerspielen. The National Olympic and Sports Association of Iceland nominierte 28 Athleten in sechs Sportarten.
Fahnenträgerin bei der Eröffnungsfeier war die Speerwerferin Ásdís Hjálmsdóttir.

## Teilnehmer nach Sportarten

### Badminton
| Athleten            | Wettbewerb | Gruppenphase | Gruppenphase | Achtelfinale  | Achtelfinale  | Viertelfinale | Viertelfinale | Halbfinale    | Halbfinale    | Finale        | Finale        | Rang |
| Athleten            | Wettbewerb | Punkte       | Rang         | Gegner        | Ergebnis      | Gegner        | Ergebnis      | Gegner        | Ergebnis      | Gegner        | Ergebnis      | Rang |
| ------------------- | ---------- | ------------ | ------------ | ------------- | ------------- | ------------- | ------------- | ------------- | ------------- | ------------- | ------------- | ---- |
| Frauen              |            |              |              |               |               |               |               |               |               |               |               |      |
| Ragna Ingólfsdóttir | Einzel     | 1            | 2            | ausgeschieden | ausgeschieden | ausgeschieden | ausgeschieden | ausgeschieden | ausgeschieden | ausgeschieden | ausgeschieden | 17   |

### Handball
| Wettbewerb    | Männer |
| ------------- | --- |
| Athleten      | Arnór Atlason Snorri Guðjónsson Hreiðar Guðmundsson Róbert Gunnarsson Björgvin Páll Gústavsson Ásgeir Örn Hallgrímsson Ingimundur Ingimundarson Sverre Andreas Jakobsson Kári Kristján Kristjánsson Aron Pálmarsson Alexander Petersson Ólafur Bjarki Ragnarsson Ólafur Stefánsson Vignir Svavarsson |
| Trainer       | Guðmundur Guðmundsson |
| Gruppenphase  | Argentinien 31:25 (15:14) Tunesien 32:22 (19:8) Schweden 33:32 (17:13) Frankreich 30:29 (16:15) Großbritannien 41:24 (18:15) |
| Viertelfinale | Ungarn 33:34 (12:16, 27:27, 30:30) |
| Halbfinale    | ausgeschieden |
| Finale        | ausgeschieden |
| Platzierung   | – |

### Judo
| Athleten         | Wettbewerb         | 1. Runde | 1. Runde | Achtelfinale  | Achtelfinale  | Viertelfinale | Viertelfinale | Hoffnungsrunde Halbfinale | Hoffnungsrunde Halbfinale | Halbfinale    | Halbfinale    | Hoffnungsrunde Finale | Hoffnungsrunde Finale | Finale        | Finale        | Rang |
| Athleten         | Wettbewerb         | Gegner   | Ergebnis | Gegner        | Ergebnis      | Gegner        | Ergebnis      | Gegner                    | Ergebnis                  | Gegner        | Ergebnis      | Gegner                | Ergebnis              | Gegner        | Ergebnis      | Rang |
| ---------------- | ------------------ | -------- | -------- | ------------- | ------------- | ------------- | ------------- | ------------------------- | ------------------------- | ------------- | ------------- | --------------------- | --------------------- | ------------- | ------------- | ---- |
| Männer           |                    |          |          |               |               |               |               |                           |                           |               |               |                       |                       |               |               |      |
| Þormóður Jónsson | Klasse über 100 kg | R. Silva | 000-100  | ausgeschieden | ausgeschieden | ausgeschieden | ausgeschieden | ausgeschieden             | ausgeschieden             | ausgeschieden | ausgeschieden | ausgeschieden         | ausgeschieden         | ausgeschieden | ausgeschieden | 17   |

### Leichtathletik
Laufen und Gehen
| Athleten             | Wettbewerb | Vorlauf | Vorlauf | Halbfinale | Halbfinale | Finale    | Finale | Rang |
| Athleten             | Wettbewerb | Zeit    | Rang    | Zeit       | Rang       | Zeit      | Rang   | Rang |
| -------------------- | ---------- | ------- | ------- | ---------- | ---------- | --------- | ------ | ---- |
| Männer               |            |         |         |            |            |           |        |      |
| Kári Steinn Karlsson | Marathon   | –       | –       | –          | –          | 2:18:47 h | 42     | 42   |

Springen und Werfen
| Athleten                 | Wettbewerb  | Qualifikation | Qualifikation | Finale        | Finale        | Rang |
| Athleten                 | Wettbewerb  | Weite/Höhe    | Rang          | Weite/Höhe    | Rang          | Rang |
| ------------------------ | ----------- | ------------- | ------------- | ------------- | ------------- | ---- |
| Frauen                   |             |               |               |               |               |      |
| Ásdís Hjálmsdóttir       | Speerwurf   | 62,77 m       | 8             | 59,08 m       | 11            | 11   |
| Männer                   |             |               |               |               |               |      |
| Óðinn Björn Þorsteinsson | Kugelstoßen | 17,62 m       | 36            | ausgeschieden | ausgeschieden | 36   |

### Schießen
| Athleten             | Wettbewerb         | Qualifikation | Qualifikation | Finale        | Finale        | Ringe | Rang |
| Athleten             | Wettbewerb         | Ringe         | Rang          | Ringe         | Rang          | Ringe | Rang |
| -------------------- | ------------------ | ------------- | ------------- | ------------- | ------------- | ----- | ---- |
| Männer               |                    |               |               |               |               |       |      |
| Ásgeir Sigurgeirsson | Luftpistole 10 m   | 580           | 14            | ausgeschieden | ausgeschieden | 580   | 14   |
| Ásgeir Sigurgeirsson | Freie Pistole 50 m | 544           | 32            | ausgeschieden | ausgeschieden | 544   | 32   |

### Schwimmen
| Athleten                                                                               | Wettbewerb              | Vorlauf                                  | Vorlauf          | Halbfinale       | Halbfinale       | Finale           | Finale           | Rang             |
| Athleten                                                                               | Wettbewerb              | Zeit                                     | Rang             | Zeit             | Rang             | Zeit             | Rang             | Rang             |
| -------------------------------------------------------------------------------------- | ----------------------- | ---------------------------------------- | ---------------- | ---------------- | ---------------- | ---------------- | ---------------- | ---------------- |
| Frauen                                                                                 |                         |                                          |                  |                  |                  |                  |                  |                  |
| Sarah Blake Bateman                                                                    | 50 m Freistil           | 25,28 s 26,03 s (Qualification Swim-off) | 1 3              | –                | –                | –                | –                | 16               |
| Sarah Blake Bateman                                                                    | 100 m Schmetterling     | 59,87 s                                  | 4                | –                | –                | –                | –                | 32               |
| Eygló Ósk Gústafsdóttir                                                                | 100 m Rücken            | 1:02,40 min                              | 2                | –                | –                | –                | –                | 32               |
| Eygló Ósk Gústafsdóttir                                                                | 200 m Rücken            | 2:11,31 min                              | 6                | –                | –                | –                | –                | 20               |
| Eygló Ósk Gústafsdóttir                                                                | 200 m Lagen             | 2:16,81 min                              | 6                | –                | –                | –                | –                | 28               |
| Hrafnhildur Lúthersdóttir                                                              | 100 m Brust             | nicht angetreten                         | nicht angetreten | nicht angetreten | nicht angetreten | nicht angetreten | nicht angetreten | nicht angetreten |
| Hrafnhildur Lúthersdóttir                                                              | 200 m Brust             | 2:29,60 min                              | 3                | –                | –                | –                | –                | 28               |
| Sarah Blake Bateman Eygló Ósk Gústafsdóttir Eva Hannesdóttir Hrafnhildur Lúthersdóttir | 4 × 100-m-Lagen-Staffel | 4:07,09 min                              | 8                | –                | –                | –                | –                | 15               |
| Männer                                                                                 |                         |                                          |                  |                  |                  |                  |                  |                  |
| Árni Már Árnason                                                                       | 50 m Freistil           | 22,81 s                                  | 5                | –                | –                | –                | –                | 31               |
| Jakob Jóhann Sveinsson                                                                 | 100 m Brust             | 1:02,65 min                              | 5                | –                | –                | –                | –                | 36               |
| Jakob Jóhann Sveinsson                                                                 | 200 m Brust             | 2:16,72 min                              | 7                | –                | –                | –                | –                | 31               |
| Anton Sveinn McKee                                                                     | 400 m Lagen             | 4:25,06 min                              | 2                | –                | –                | –                | –                | 31               |
| Anton Sveinn McKee                                                                     | 1500 m Freistil         | 15:29,40 min                             | 3                | –                | –                | –                | –                | 25               |